# Team Bahrain Victorious
Team Bahrain Victorious (UCI kód: TBV) je bahrajnský profesionální cyklistický tým patřící do kategorie UCI WorldTeam, který byl založen v roce 2017. Jeho hlavním sponzorem je bahrajnská vláda.

## Historie
S myšlenkou založení týmu přišel v srpnu 2016 bahrajnský princ Nasser bin Hamad Al Khalifa.  Tým je od založení financován bahrajnskou vládou za účelem propagace země.

### Češi v týmu
V sezóně 2017 za tým závodil český cyklista Ondřej Cink, pro něhož to byla jediná sezóna v silniční cyklistice. V průběhu roku s týmem absolvoval několik významných závodů včetně Tour de France. Po sezóně se vrátil zpět k závodům horských kol.

## Soupiska týmu
K 1. lednu 2024
- Yukiya Arashiro (JPN) (* 22. září 1984)
- Nikias Arndt (GER) (* 16. listopadu 1991)
- Phil Bauhaus (GER) (* 8. července 1994)
- Pello Bilbao (ESP) (* 25. února 1990)
- Alberto Bruttomesso (ITA) (* 30. října 2003)
- Santiago Buitrago (COL) (* 26. září 1999)
- Nicolò Buratti (ITA) (* 7. července 2001)
- Damiano Caruso (ITA) (* 12. října 1987)
- Matevž Govekar (SLO) (* 17. dubna 2000)
- Kamil Gradek (POL) (* 17. září 1990)
- Jack Haig (AUS) (* 6. září 1993)
- Rainer Kepplinger (AUT) (* 19. srpna 1997)
- Ahmed Madan (BHR) (* 25. srpna 2000)
- Fran Miholjević (CRO) (* 2. srpna 2002)
- Matej Mohorič (SLO) (* 19. října 1994)
- Andrea Pasqualon (ITA) (* 2. ledna 1988)
- Finlay Pickering (GBR) (* 27. ledna 2003)
- Wout Poels (NED) (* 1. října 1987)
- Johan Price-Pejtersen (DEN) (* 26. května 1999)
- Dušan Rajović (SRB) (* 19. listopadu 1997)
- Cameron Scott (AUS) (* 4. ledna 1998)
- Jasha Sütterlin (GER) (* 4. listopadu 1992)
- Antonio Tiberi (ITA) (* 24. června 2001)
- Torstein Træen (NOR) (* 16. července 1995)
- Sergio Tu (TWN) (* 24. února 1997)
- Fred Wright (GBR) (* 13. června 1999)
- Edoardo Zambanini (ITA) (* 21. dubna 2000)